# الصرور
 الصرور نام روستایی است از توابع شهرستان العامرات ( ولایة العامرات ) یکی از شهرستان‌های استان مسقط در کشور پادشاهی عمان. مساحت این روستا در حدود ۱۵ کیلومتر مربع می‌باشد، و در ۱۰ کیلومتری روستای طیوی قرار دارد.

## جمعیت
دارای ۱۸ خانوار و در حدود ۲۰۵ نفر جمعیت می‌باشند که از اهل سنت و مالکی مذهب هستند. شغل عمدهٔ مردم روستا کشاورزی و ماهی گیری است. بعضی از مردم نیز دام خانه‌ای نیز دارند.

## آب شیرین وکشاورزی
در این روستا تعداد چشمهٔ آب شیرین وجود دارد، لذا از لحاظ کشاورزی روستایی نصبتاً بارونقی است.